# Застава Алжира
Застава Алжира се састоји од два једнака дела подељена вертикално у две боје: зелену и белу. У средини се налази црвени полумесец и звезда. Застава је прихваћена 3. јула 1962. Слична верзија је постојала у периоду од 1958. до 1962.
На морнарској застави у горњем десном углу се налазе два укрштена сидра.

## Галерија
- Застава алжирске владе у егзилу
(1958-1962)
- Морнарска застава Алжира